# جودیت چالمرز
جودیت چالمرز (انگلیسی: Judith Chalmers؛ زادهٔ ۱۰ اکتبر ۱۹۳۵) مجری تلویزیون اهل بریتانیا است. وی بین سال‌های ۱۹۴۸ تا ۲۰۱۷ میلادی فعالیت می‌کرد.
وی همچنین برندهٔ جوایزی همچون افسر نشان امپراتوری بریتانیا شده است.